# جام خیریه انگلستان ۱۹۲۱
 جام خیریه انگلستان ۱۹۲۱ ، هشتمین رقابت سالانه مابین قهرمانان لیگ دسته اول فوتبال انگلستان و جام حذفی فوتبال انگلستان است.
این مسابقه در تاریخ ۱۶ مه ۱۹۲۱ مابین تیم‌های تاتنهام و بارنلی در ورزشگاه وایت هارت لن لندن برگزار شده‌است.
تیم تاتنهام در این مسابقه با نتیجه دو بر صفر به پیروزی رسید.

## جزئیات مسابقه
| تاتنهام               | ۲ – ۰ | بارنلی |
| --------------------- | ----- | ------ |
| H Bliss · جیمی سانترل |       |        |